# Weingartia breviflora
Weingartia breviflora es una especie de plantas de la familia  Cactaceae, endémica de Cochabamba en Bolivia. Es una especie poco habitual en las colecciones de cultivo.

## Descripción
Cactus solitario o formando grupos de cuerpo globoso  con el ápice achatado, suele alcanzar unos 6 cm de diámetro. Está cubierto de numerosas espinas que nacen sobre pequeños tubérculos sin costillas distinguibles. Las  flores son de color naranja o  amarillo.

## Sinonimia
- Sulcorebutia caineana
- Weingartia caineana
- Rebutia haseltonii
- Sulcorebutia haseltonii
- Weingartia haseltonii
- Sulcorebutia breviflora
- Weingartia breviflora